# Гранти Президента України для обдарованої молоді
Гранти Президента України для обдарованої молоді — фінансова підтримка державою обдарованої молоді України, що надається з метою реалізації соціально значущих творчих проектів у соціальній і гуманітарній сфері. Максимальний розмір кожного гранту не може перевищувати 75 тисяч гривень.

## Історія
Гранти встановлені з 2001 р. у кількості 30, з 1 січня 2005 року — 60 згідно з Указом Президента України «Про гранти Президента України для обдарованої молоді» від 2 серпня 2000 р. № 945/2000 на виконання Указу Президента України «Про додаткові заходи щодо державної підтримки обдарованої молоді» від 24 квітня 2000 р. № 612/2000:
|  | Заснувати, починаючи з 2001 року, гранти Президента України для обдарованої молоді |

## Призначення
Грант може одержати громадянин України віком до 35 років. Для участі в конкурсі на одержання гранту претендент не пізніше 1 березня року, що передує року виплати гранта, подає до Міністерства України у справах сім'ї, молоді та спорту заявку, до якої додаються реєстраційна картка проекту, опис проекту, кошторис витрат, довідка-об'єктивка та два рекомендаційних листи.
Розгляд та експертизу заявок, конкурсний відбір і висунення претендентів на отримання гранту здійснює Експертна рада Міністерства України у справах сім'ї, молоді та спорту. Міністерство ж щороку до 1 жовтня подає Кабінетові Міністрів України пропозиції щодо претендентів на одержання гранту разом із висновками Експертної ради. Призначення грантів і встановлення їх розмірів здійснює Президент України за поданням Кабінету Міністрів України, яке вноситься щороку до 1 листопада.

## Одержувачі
| Роки            | 2002 | 2003 | 2004 | 2005 | 2006 | 2007 | 2008 | 2009 | 2010                                              | 2011 | 2012 | 2013                                             | 2014 | 2015 | 2016                                              | 2017 |
| --------------- | ---- | ---- | ---- | ---- | ---- | ---- | ---- | ---- | ------------------------------------------------- | ---- | ---- | ------------------------------------------------ | ---- | ---- | ------------------------------------------------- | ---- |
| Кількість, осіб | 30   | 30   | 30   | 60   | 60   | 60   | 25   | 28   | 44 [Архівовано 6 березня 2016 у Wayback Machine.] | 24   |      | 36 [Архівовано 19 січня 2018 у Wayback Machine.] |      |      | 13 [Архівовано 17 лютого 2018 у Wayback Machine.] |      |

## Фінансування
Фінансування витрат, пов'язаних з виплатою грантів, здійснюється за рахунок Державного бюджету Міністерством України у справах сім'ї, молоді та спорту.